# Международный аэропорт имени Франсиско Сарабии
Международный аэропорт имени Франсиско Сарабии (исп. Aeropuerto Internacional De Torreón Francisco Sarabia, (ИАТА: TRC, ИКАО: MMTC), либо Международный аэропорт Торреон — международный аэропорт, расположенный в Торреоне, Коауила, Мексика. Он обслуживает национальные и международные воздушные перевозки в районе Комарка Лагунера, включая Гомес Паласио и Лердо в штате Дуранго.
Аэропорт находится в управлении Grupo Aeroportuario Centro Norte. Пассажиропоток за последнее десятилетие вырос более чем на 25%. 
Пассажиропоток составил 708 563 пассажира в 2019 году и 320 820 пассажиров в 2020 году.
Аэропорт был назван в честь Франсиско Сарабии Тиноко — пионера коммерческой авиации в Мексике.

## История
25 марта 1946 года, аэропорт принял первый самолёт. Им был Douglas DC-3 авиакомпании LAMSA, следовавший из Мехико.
В 2003 году было проведено полная реконструкция здания аэровокзала, включавшая в себя новый зал регистрации, а также пристройку второго этажа, где расположены залы ожидания, VIP-зал и новые коммерческие зоны с различными заведениями.

## Галерея

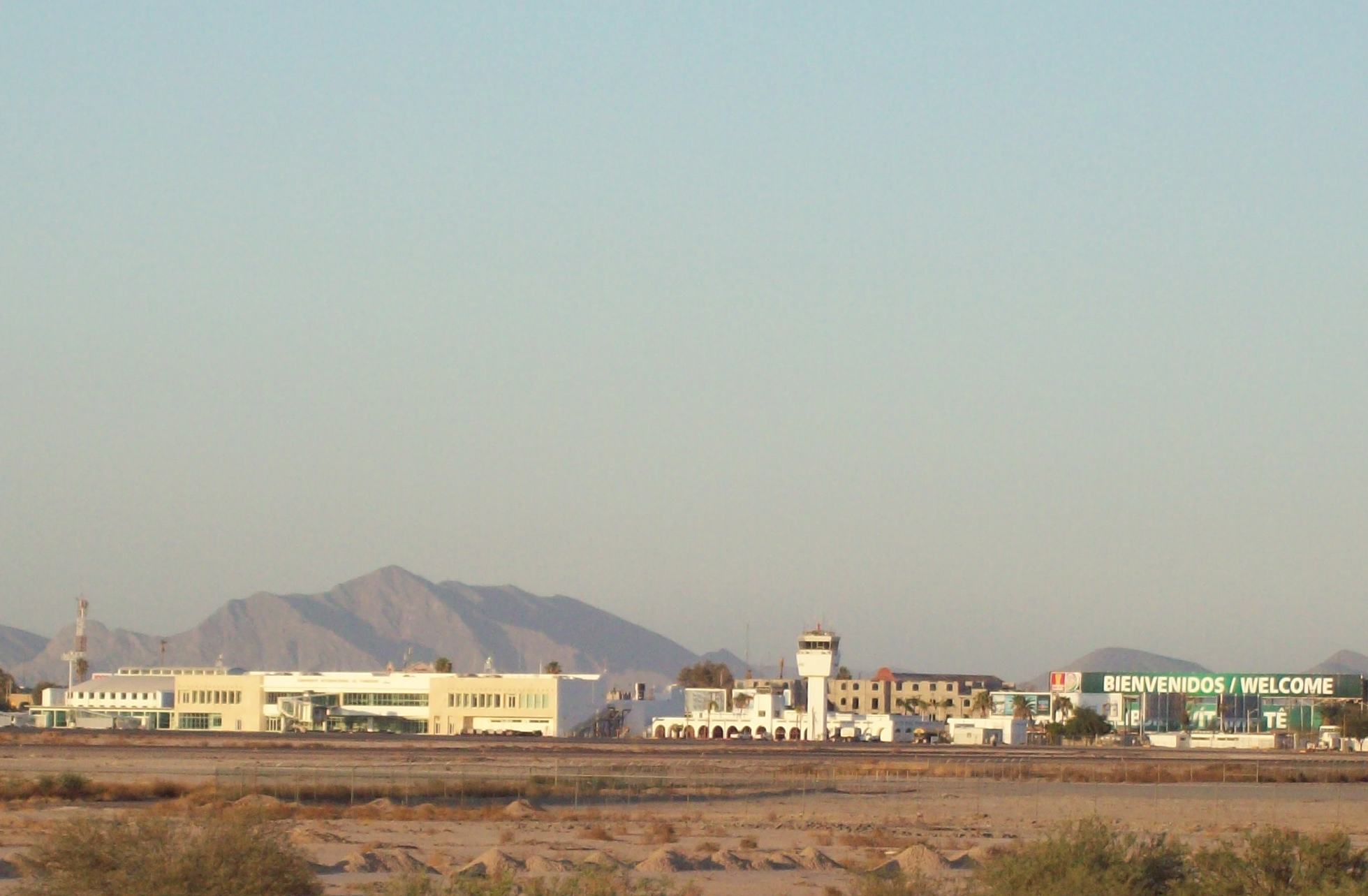
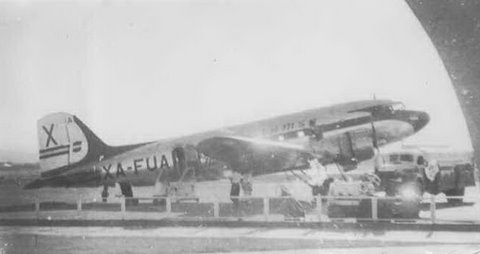
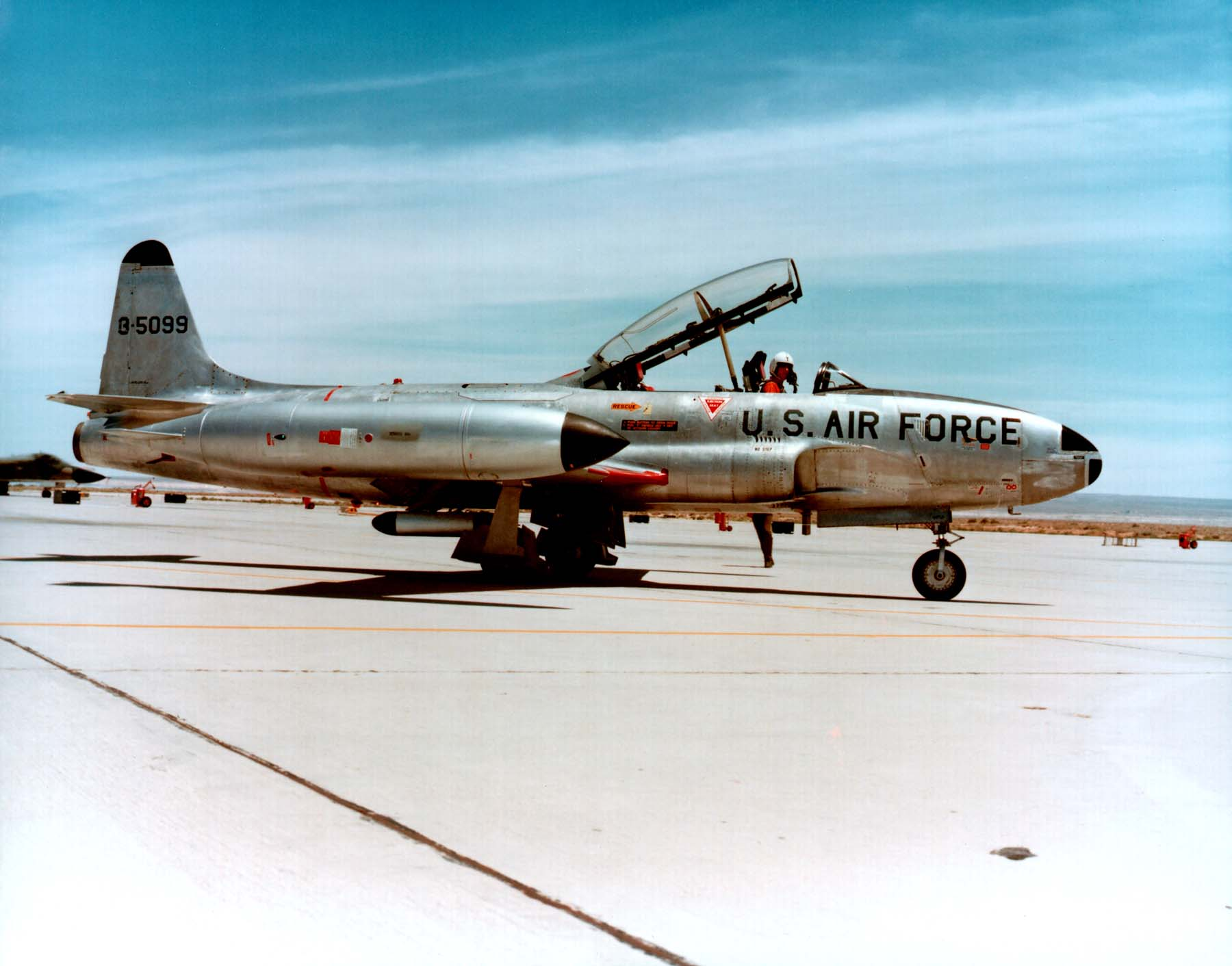
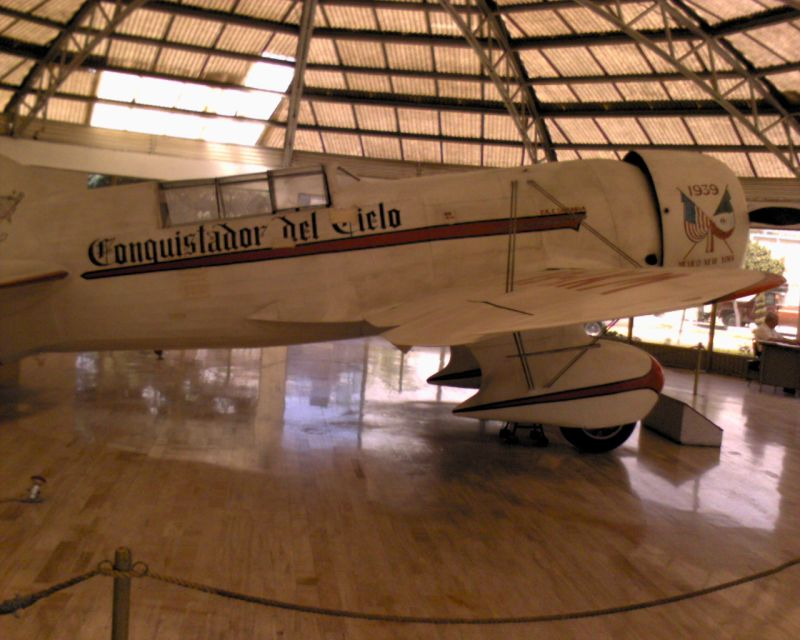

## Пассажиропоток
Данные из запроса в Викиданные.